# Col de la Bonette
Der Col de la Bonette ist ein 2715 m hoher Gebirgspass in den französischen Seealpen in der Region Provence-Alpes-Côte d’Azur nahe der italienischen Grenze.
Die Passhöhe bildet die Grenze zwischen den Départements Alpes-de-Haute-Provence und Alpes-Maritimes. Die schmale, aber durchgehend asphaltierte Straße (SG 3) verbindet das Tal der Ubaye bei Jausiers (1240 m) mit dem Tal der Tinée bei Saint-Étienne-de-Tinée (1144 m). Die Straße wurde um die Jahrtausendwende durchgehend zweispurig ausgebaut, nachdem noch bis in die 1990er Jahre einige Passagen einspurig waren und zwei Bachfurten passiert werden mussten. Die Cime de la Bonette (2860 m) und die Cime des Trois Serrières (2753 m) sind die den Pass bildenden Gipfel.
Die Passhöhe des Col de la Bonette bildet den Ausgangspunkt einer zwei Kilometer langen Ringstraße, die um den Gipfel der Cime de la Bonette führt und eine maximale Höhe von 2802 Metern Seehöhe aufweist (siehe Ringstraße um den Cime de la Bonette). Der Col de la Bonette ist mit einer Höhe von 2715 Metern der vierthöchste asphaltierte Alpen-Pass und wird einzig vom Col de l’Iseran (2764 m), Stilfser Joch (2757 m) und Col Agnel (2744 m) überragt.

## Auffahrten und Verlauf

Übersichtskarte der Passstraße

Die Nordauffahrt auf den Col de la Bonette erfolgt von Gemeinde Jausiers über die C4. Sie ist 22,2 Kilometer lang und weist eine durchschnittliche Steigung von 6,7 % auf, was einer Höhendifferenz von 1493 Metern entspricht. Auf der ersten Hälfte der Auffahrt liegen die Steigungsprozente der Straße konstant bei rund 7 %, die sich durch das enger werdende Tal nach oben windet. Nach rund elf Kilometern folgt ein kurzes Flachstück, bevor die Straße wieder zu steigen beginnt. Auf einer Höhe von rund 2600 m werden die Überreste der Casernes de Restefond nach rund 20 Kilometern passiert. Bis zum zwischengelagerten Col de Restefond (2680 m) sind es dann noch zwei Kilometer. Dieser bildet die Grenze zum Parc National du Mercantour, den die Passstraße im weiteren Verlauf durchquert. Vom Col de Restefond aus führt die Straße bei abnehmenden Steigungsprozenten weiter zum Col de la Bonette, der den eigentlichen Kulminationspunkt dieser Bergstrecke bildet.
Die Südauffahrt erfolgt über die M2205 und D64 und hat ihren Ausgangspunkt in der Gemeinde Saint-Étienne-de-Tinée. Sie ist 24,4 Kilometer lang und weist eine durchschnittliche Steigung von 6,4 % auf, was einer Höhendifferenz von 1558 Metern entspricht. Die ersten rund vier Kilometer werden auf der M2205 zurückgelegt, die der Tineé stromaufwärts folgt. Nun teilt sich die Straße in die D64 und M63 auf, die in weiterer Folge auf den Col de la Moutière (2454 m) führt. Nun nehmen die Steigungsprozente mit rund 7 % deutlich zu und führt zum Vens-Wasserfall, der nach sechseinhalb Kilometern erreicht wird. In Le Pra, einer Ortschaft der Gemeinde Saint-Dalmas-le-Selvage, flacht die Straße kurzzeitig ab, ehe acht kurvenreiche Kilometer zum kleine Militärcamp Camp des Fourches führen, das auf einer Höhe von 2271 Metern liegt. Nach einem weiteren Kilometer werden bei der Stele des Général Jacquemot die höchsten Steigungsprozente von rund 10 % erreicht. Auf den letzten rund fünf Kilometern schlängelt sich die Straße entlang des Bergkammes, wobei die Steigung zwischenzeitlich etwas abflacht und erst auf den letzten Metern wieder zunimmt. Rund drei Kilometer unterhalb der Passhöhe des Col de la Bonette befindet sich der Col de Raspaillon (2513 m), der über eine nicht befahrbare Naturstraße zum Col de Restefond führt. Diese verläuft nördlich der Cime des Trois Serrières (2753 m) und Tête de Brague (2693 m).
Als Alternative zur Straße über die Passhöhe des Col de la Bonette führt der Col de la Moutière südwestlich an der Cime de la Bonette vorbei. Der nördliche Abzweig beim Col de Restefond führt als Naturstraße nach wenigen Kilometern zur Passhöhe auf 2454 m und von dort asphaltiert zur wesentlich weiter südöstlich liegenden Einmündung bei Saint-Dalmas-le-Selvage.

## Geschichte
Von 1890 an wurden im Bereich von Restefond und Bonette mehrere militärische Bauwerke errichtet, zwei davon liegen direkt an der heutigen Straße. Die Nordrampe führt um die befestigten Casernes de Restefond herum, die Ruinen sind noch relativ gut erhalten. Auf der Südostrampe führt die Straße durch das Camp des Fourches auf 2271 m, ein ehemaliges Militärcamp, dessen Häuser heute nur noch aus Ruinen bestehen.
1913 wurde auf der Südostseite die Piste du haut bis zum Camp des Fourches fertiggestellt.
1931–1940 wurden Bunkeranlagen der Maginot-Linie erbaut, sichtbar z. B. oberhalb der Straße zwischen den Passhöhen von Restefond und Bonette.
1960–1961 wurde die heutige Straße errichtet, wie dem Gedenkstein am höchsten Punkt zu entnehmen ist. Verkehrstechnisch hat die Verbindung bis heute nur geringe Bedeutung.
Der heutige Straßenverlauf wurde über die Passhöhe des Col de la Bonette anstelle des benachbarten, aber einige hundert Meter tiefer liegenden Col de la Moutière (2454 m) gewählt. Die Passstraße über den Col de Restefond und den Col de la Bonette ist 49,1 km lang, die kürzere Verbindung über den teilweise bis heute nur als Naturstraße ausgebauten Col de la Moutière 45,7 km. Dieser längere und höhere Verlauf wurde vermutlich ausgewählt, um den prestigeträchtigen Titel „Höchste Straße der Alpen / Europas“ zu erlangen und dem Reisenden imposantere Eindrücke bieten zu können. Ein weiterer und wichtigerer Grund, der in der Zeit bis zum Zweiten Weltkrieg diese Wahl begünstigte, lag in der militärischen und strategischen Bedeutung des Bonette-Restefond-Grats. Die Überwachung dieses Sektors war essenziell für die Kontrolle des Grenzgebietes im höheren Tinée-Tal gegenüber dem damals feindlichen und faschistischen Italien.

## Radsport

### Tour de France
Der Col de la Bonette wurde von der Tour de France bislang fünf Mal überquert. Die Bergwertung wurde jedoch stets auf dem höchsten Punkt der Ringstraße um die Cime de la Bonette abgenommen. Mit einer Höhe von 2802 Metern stellt sie seit der Erstbefahrung im Jahr 1962 den bislang höchsten je erreichten Punkt der Tour de France dar. Die eigentliche Passhöhe des Col de la Bonette ist mit 2715 Metern Seehöhe etwas niedriger als jene des 1938 erstmals befahrenen Col de l’Iseran (2764 m).
Bei der ersten Überquerung im Rahmen der Tour de France 1962 wurde der Col de la Bonette in der frühen Rennphase von der Südseite in Angriff genommen. Damals führte die 18. Etappe von Juan-les-Pins nach Briançon, wobei Federico Bahamontes als erster Fahrer auf der Passhöhe ankam. Im Jahr 1964 wurde die Nordseite des Col de la Bonette auf der 9. Etappe befahren, die von Briançon nach Monaco führte. Die Bergwertung der 1. Kategorie sicherte sich erneut der Spanier Federico Bahamontes. In den nachfolgenden Austragungen schien der Pass längere Zeit nicht im Programm der Tour de France auf, ehe er im Jahr 1993 als Anstieg der zwischenzeitlich eingeführten Hors Catégorie zurückkehrte. Die nächste Überquerung erfolgte im Jahr 2008 auf der 16. Etappe, wobei die Cime de la Bonette als letzte Bergwertung kurz vor dem Zielort Jausiers erreicht wurde. Mit John-Lee Augustyn führte damals ein Südafrikaner über die Passhöhe, ehe er kurz darauf in der Abfahrt zu Sturz kam.
Im Jahr 2024 wurde der Col de la Bonette erneut befahren, wobei die Bergwertung wieder auf der Ringstraße der Cime de la Bonette abgenommen wurde, Gewinner der Bergwertung war Richard Carapaz. Im Anschluss führte die Strecke zur Bergankunft der Etappe in Isola 2000.
| Jahr | Etappe     | Bergwertung  | Fahrer              | Auffahrt |
| ---- | ---------- | ------------ | ------------------- | -------- |
| 1962 | 18. Etappe | 1. Kategorie | Federico Bahamontes | Süd      |
| 1964 | 9. Etappe  | 1. Kategorie | Federico Bahamontes | Nord     |
| 1993 | 11. Etappe | HC-Kategorie | Robert Millar       | Nord     |
| 2008 | 16. Etappe | HC-Kategorie | John-Lee Augustyn   | Süd      |
| 2024 | 19. Etappe | HC-Kategorie | Richard Carapaz     | Nord     |

* Bei allen fünf bisherigen Überquerungen wurde die Bergwertung auf dem höchsten Punkt der Zusatzschleife „Cime de la Bonette“ auf einer Höhe von 2802 Metern abgenommen.

### Giro d’Italia
Mit dem Giro d’Italia führte im Jahr 2016 eine weitere Grand Tour über den Col de la Bonette. Anders als bei der Tour de France wurde die Bergwertung damals jedoch tatsächlich auf der Passhöhe abgenommen. Im Rahmen der 20. Etappe wurde die Nordauffahrt etwa zur Hälfte der Streckenführung überquert. Mit Mikel Nieve führte damals ein Spanier über die Bergwertung der 1. Kategorie.
| Jahr | Etappe     | Bergwertung  | Fahrer      | Auffahrt |
| ---- | ---------- | ------------ | ----------- | -------- |
| 2016 | 20. Etappe | 1. Kategorie | Mikel Nieve | Nord     |

## Galerie

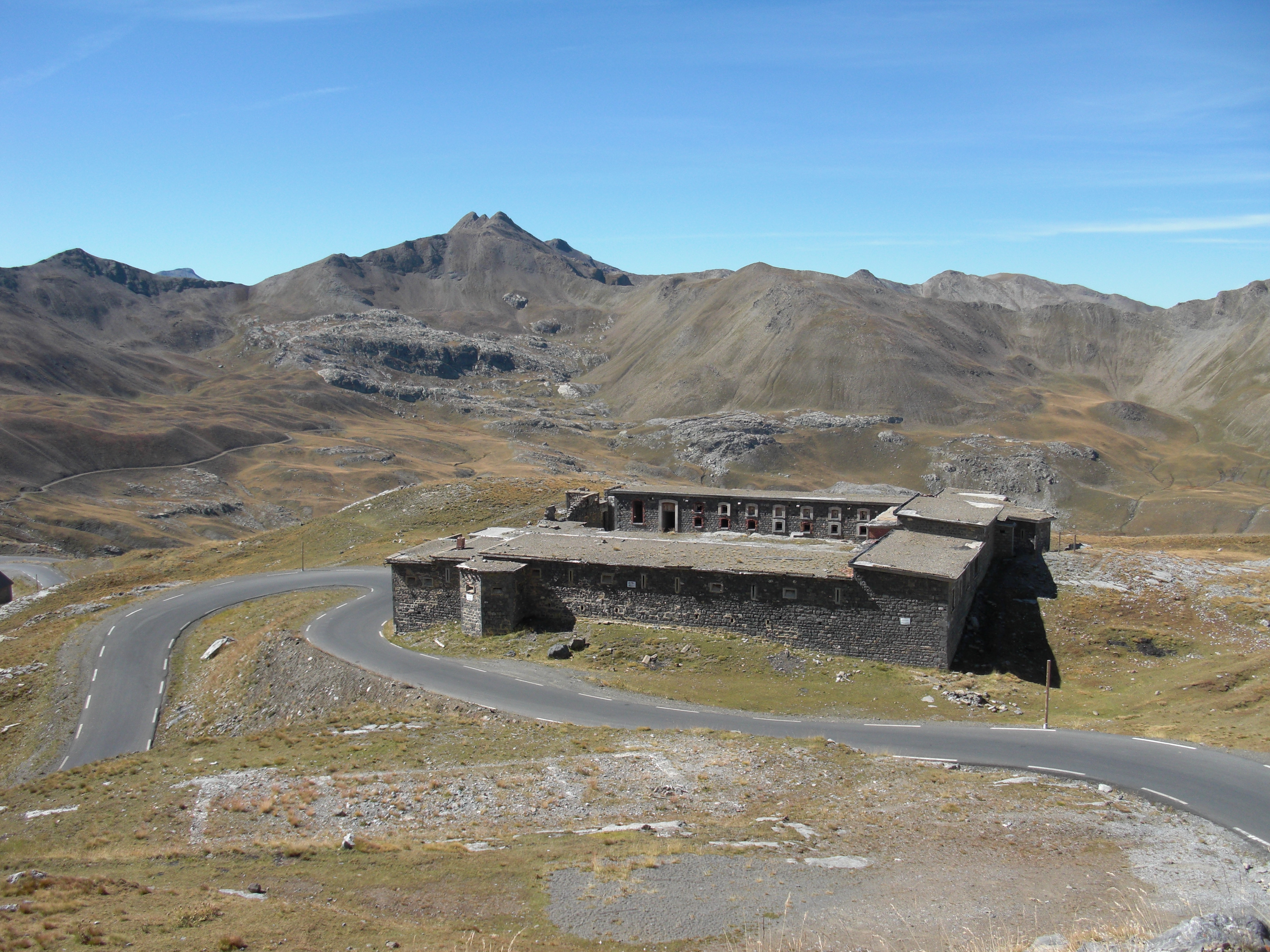
Casernes de Restefond
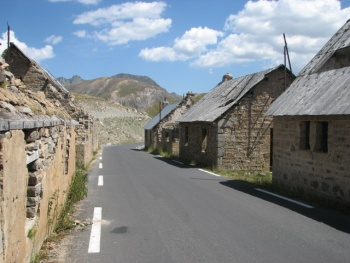
Camp des Fourches
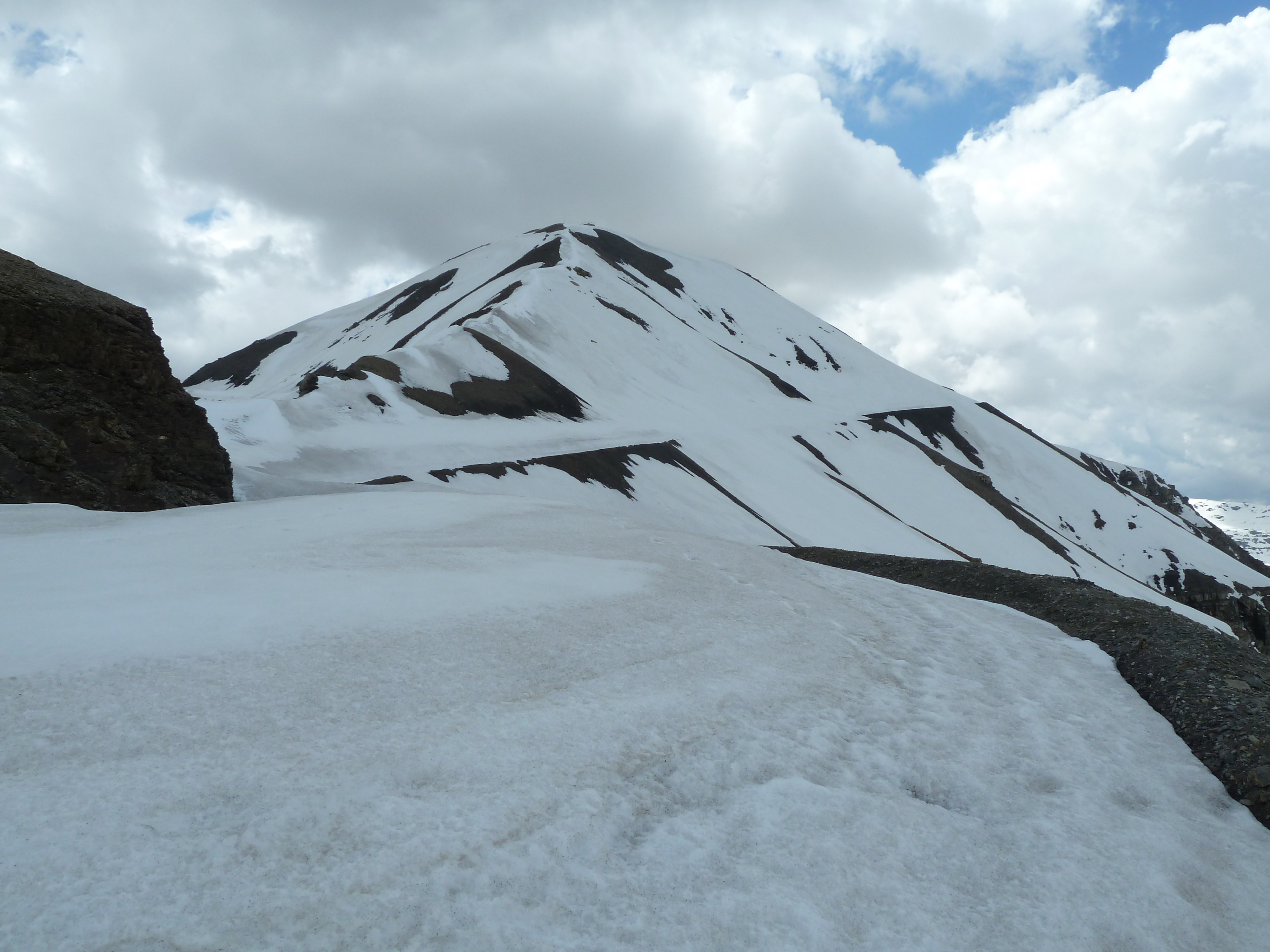
Die Auffahrt zur Ringstraße, Ende Mai noch geschlossen
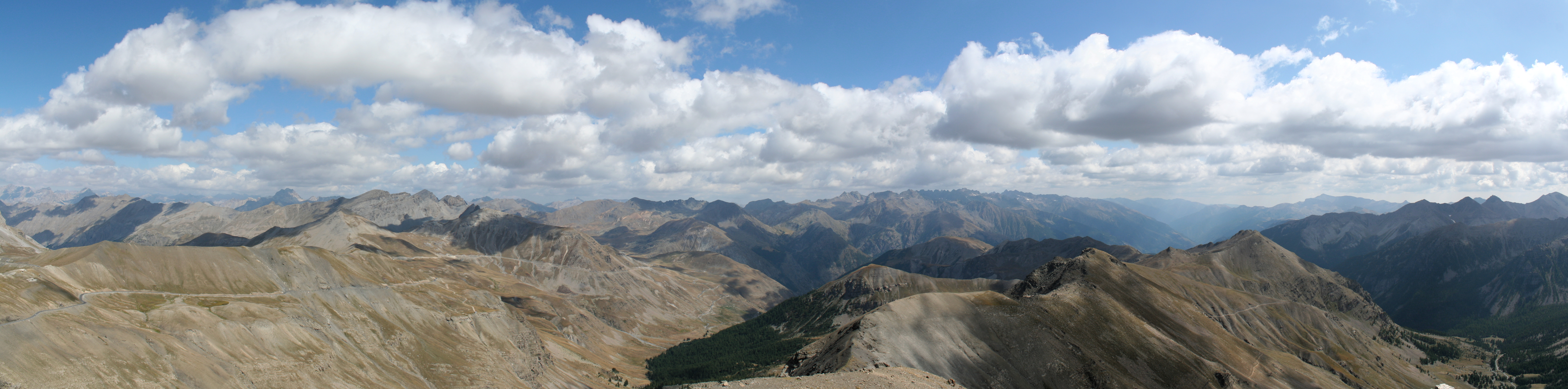
Ausblick Richtung Südosten (Tinée-Tal)
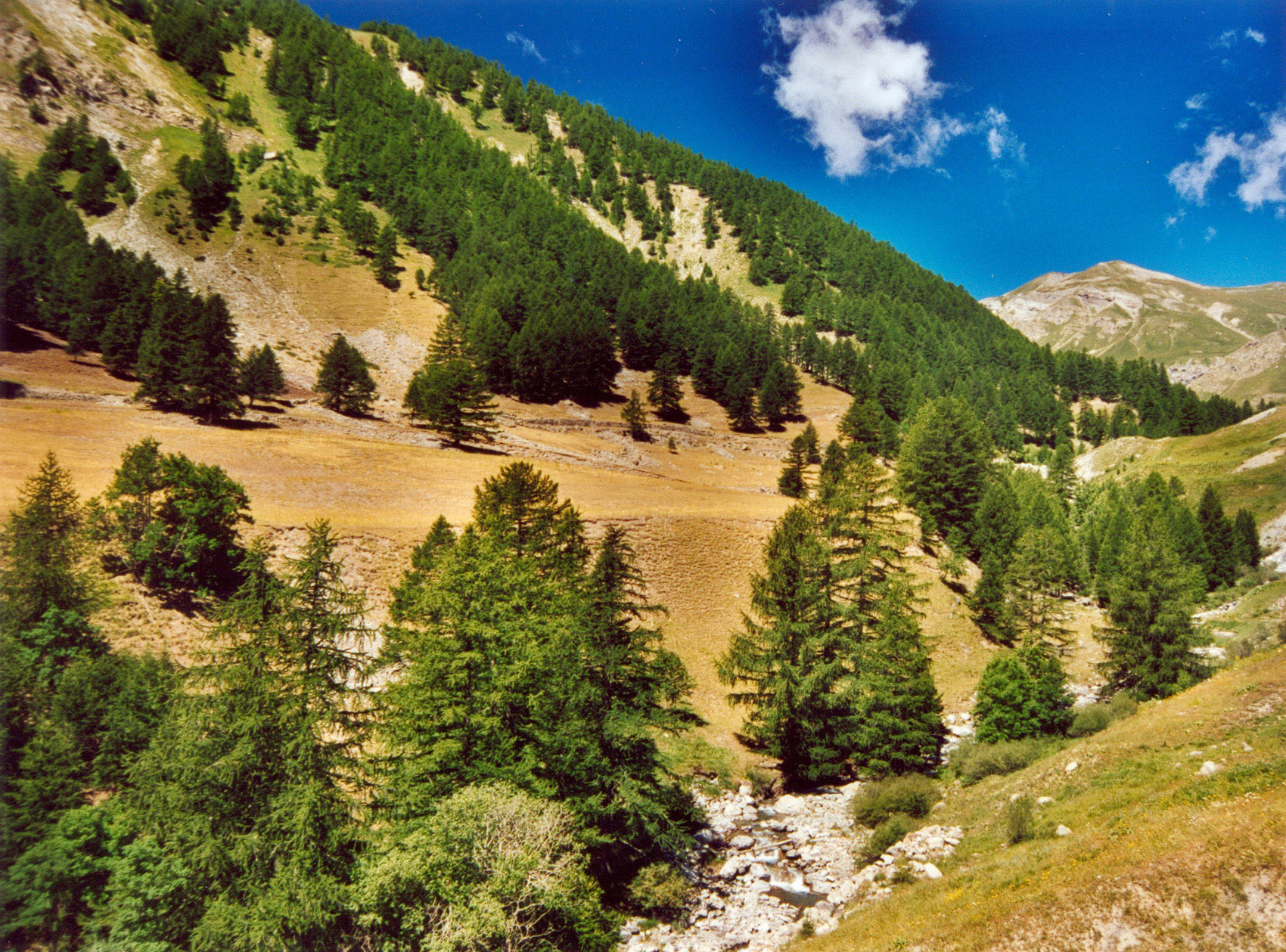
Auffahrt nach Nordwesten auf der Tinée-Seite
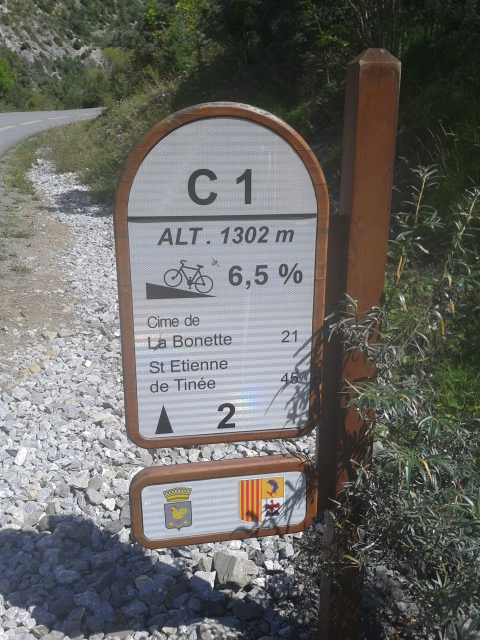
Eine der speziellen Kilometermarken für Radfahrer im Anstieg von Jausiers
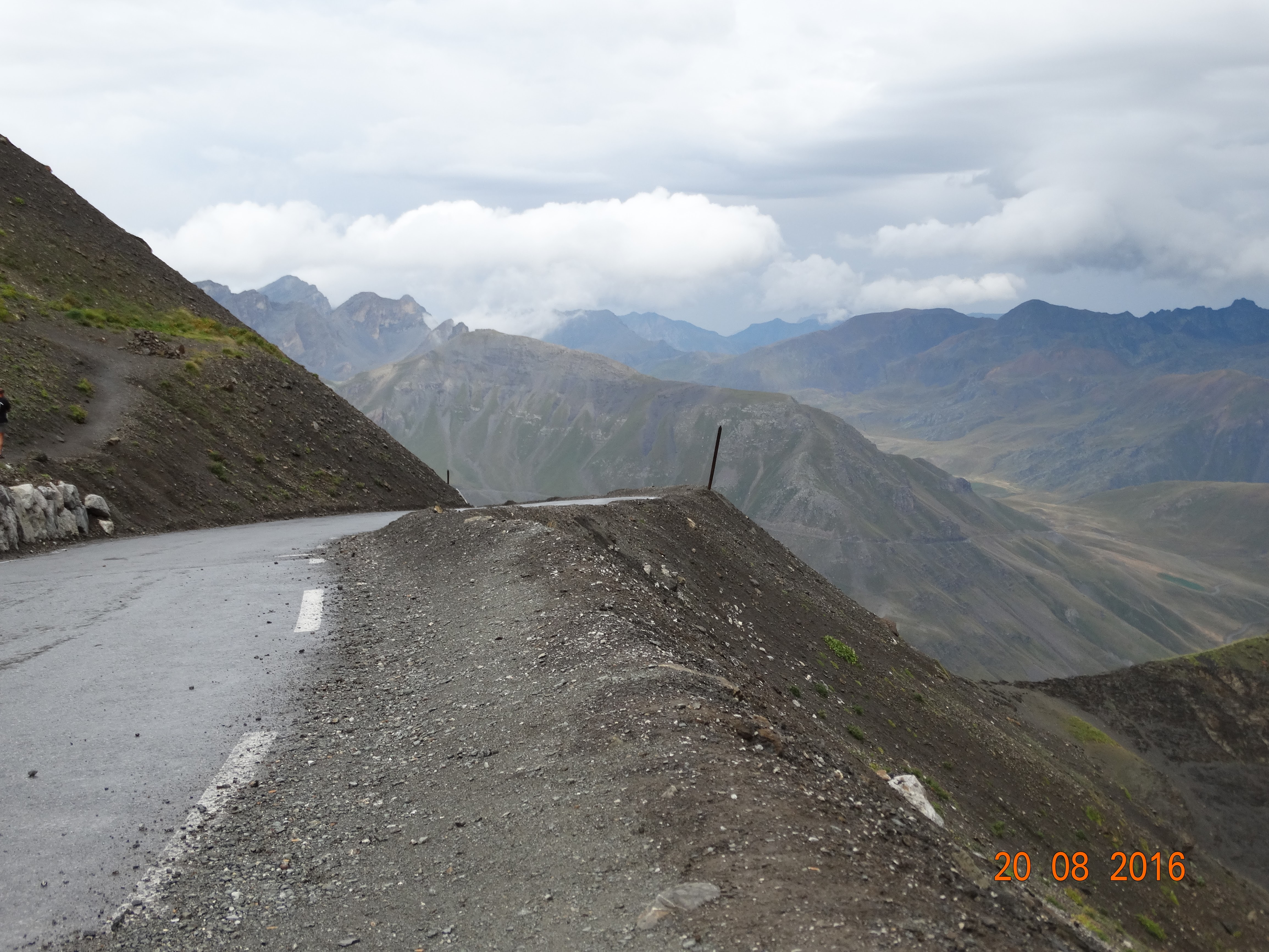
Südseite
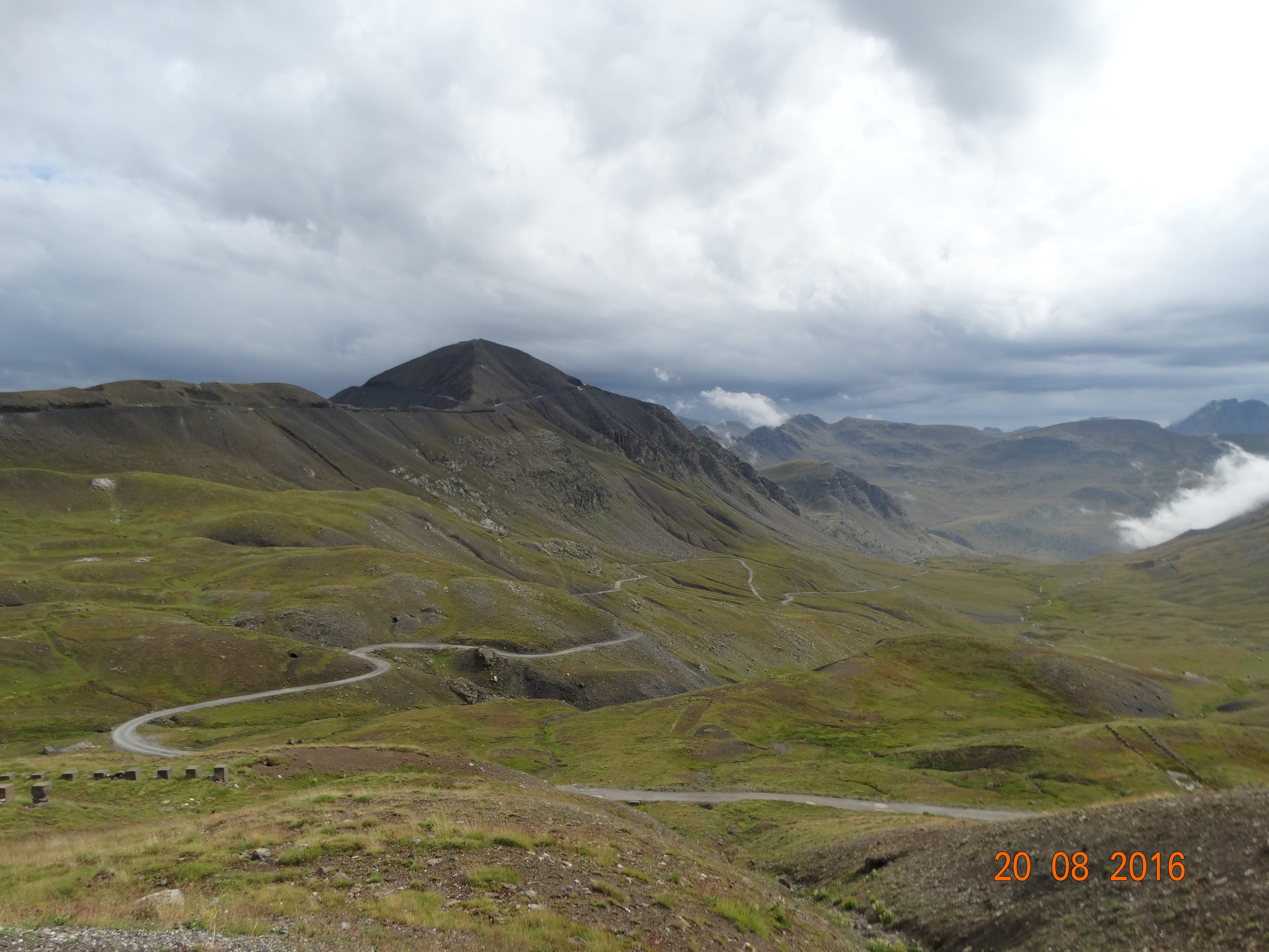
Nordseite